# 神前五郎
神前 五郎（こうさき ごろう、1919年(大正8年)4月5日 - 2015年(平成27年)3月22日）は、日本の外科医、元大阪大学教授。

## 概要
千葉県出身。大阪帝国大学医学部出身の外科医で、専門は癌、血栓止血学。阪大医学部第二外科教授、後に日本外科学会会長、定年退官後は東京都立駒込病院の院長をつとめた。山崎豊子『白い巨塔』の財前五郎のモデルとされるが、山崎が主治医であった神前の名前と地位を借りたのみで、直接的なモデルではないとされる。孫に作曲家・編曲家の神前暁がいる。2013年、「がんもどき」理論を提唱する近藤誠に反論し、『週刊朝日』誌上で直接討論を行った。2015年3月22日 肺炎のため95歳で死去した。

### 経歴
- 1943年（昭和18年） - 大阪帝国大学医学部医学科卒業
- 1949年（昭和24年） - 「血液凝固に関する研究」で阪大医学博士。阪大助手となる
- 1953年（昭和28年）1月 - 和歌山県立医科大学助教授となる
- 1954年（昭和29年） - 阪大講師、助教授となる
- 1961年（昭和36年） - 大阪府立成人病センター外科部長となる
- 1975年（昭和50年）2月 - 阪大医学部第二外科教授となる
- 1983年（昭和58年） - 定年退官、東京都立駒込病院外科の所属となる
- 1984年（昭和59年） - 東京都立駒込病院の院長に就任

## 共編著
- 『DICの診断と治療 症例を中心として』共編 現代医療社、1984　ISBN 978-4905915126
- 『膵分泌性トリプシン・インヒビター 基礎と臨床』小川道雄共編 医学図書出版、1985　ISBN 978-4871511186
- 『外科診断学』共編 医歯薬出版、1988　ISBN 978-4263204146